# Jelena Walentinowna Arschinzewa
Jelena Walentinowna Arschinzewa (russisch Еле́на Валенти́новна Арши́нцева, engl. Transkription Yelena Arshintseva; * 5. April 1971 in Saransk, RFSR, Sowjetunion) ist eine ehemalige russische Leichtathletin, die sich auf das Gehen spezialisiert hat.

## Sportliche Laufbahn
Erste internationale Erfahrungen sammelte Jelena Arschinzewa vermutlich im Jahr 1993, als sie bei den Hallenweltmeisterschaften in Toronto in 12:01,22 min den fünften Platz im 3000-Meter-Bahngehen belegte. Im August gelangte sie dann bei den Freiluft-Weltmeisterschaften in Stuttgart mit 45:117 min auf Rang zwölf über 10 km auf der Straße. Im Jahr darauf gewann sie bei den Halleneuropameisterschaften in Paris in 11:57,48 min die Bronzemedaille über 3000 Meter hinter der Italienerin Annarita Sidoti und Beate Gummelt aus Deutschland. Im Sommer klassierte sie sich dann bei den Freiluft-Europameisterschaften in Helsinki mit 43:23 min auf dem vierten Platz über 10 km. 
In den Jahren 1993 und 1994 wurde Arschinzewa russische Meisterin im 10-km-Straßengehen.

## Persönliche Bestleistungen
- 10-km-Gehen: 41:50 min, 11. Februar 1995 in Sotschi
  - 3000 m Bahngehen (Halle): 11:57,48 min, 11. März 1994 in Paris